# Neptosternus pumicatus
Neptosternus pumicatus är en skalbaggsart som beskrevs av Guignot 1949. Neptosternus pumicatus ingår i släktet Neptosternus och familjen dykare. Inga underarter finns listade i Catalogue of Life.